# Tiirén
A tiirén kéntartalmú heterociklusos vegyület. Háromtagú gyűrűjét két szén- és egy kénatom alkotja, benne egy kettős kötés található. A gyűrű erősen feszült, ami – a többi analóg telítetlen háromatomos gyűrűhöz hasonlóan – rendkívül instabillá teszi a vegyületet. Alacsony hőmérsékletű mátrixizolációs technikával történő előállításának vannak bizonyítékai.